# Dogadi
Dogadi (nep. दोगडी) – gaun wikas samiti w zachodniej części Nepalu w strefie Seti w dystrykcie Bajura. Według nepalskiego spisu powszechnego z 2011 roku liczył on 588 gospodarstw domowych i 3456 mieszkańców (1829 kobiet i 1627 mężczyzn).